# Condottiere

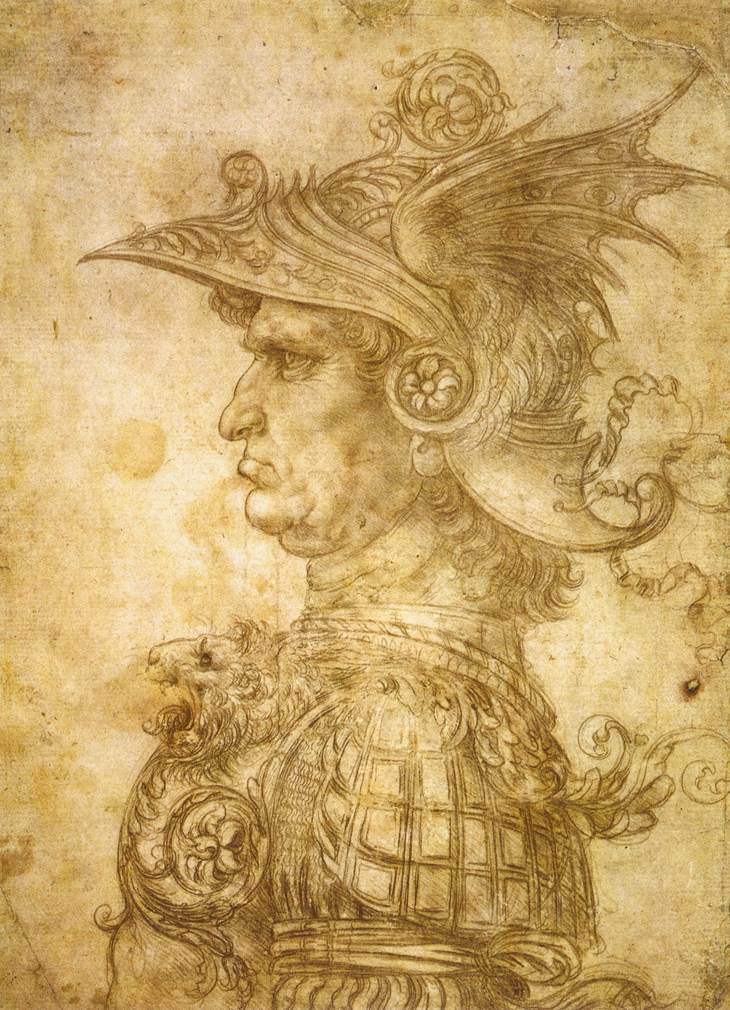
„Condottiero“ (Profilo di capitano antico), um 1475, Zeichnung von Leonardo da Vinci

Condottiere [ˌkondottiˈɛːre] (Plural: Condottieri) ist die Bezeichnung für einen Söldnerführer, wie ihn die italienischen Stadtstaaten vom späten Mittelalter bis in die Mitte des 16. Jahrhunderts beschäftigten.
Der Begriff leitet sich ab von italienisch condotta ‚Leitung‘. Die Form condottiere entspricht der im Italienischen bzw. Toskanischen um 1500 gebräuchlichen Form, im heutigen Italienisch lautet der Singular condottiero. Die italienische Mehrzahl condottieri ist international geworden. Die Einzahl wird im Deutschen in Analogie zu anderen italienischen Berufsbezeichnungen mit der Endung -iere geformt.

## Geschichte

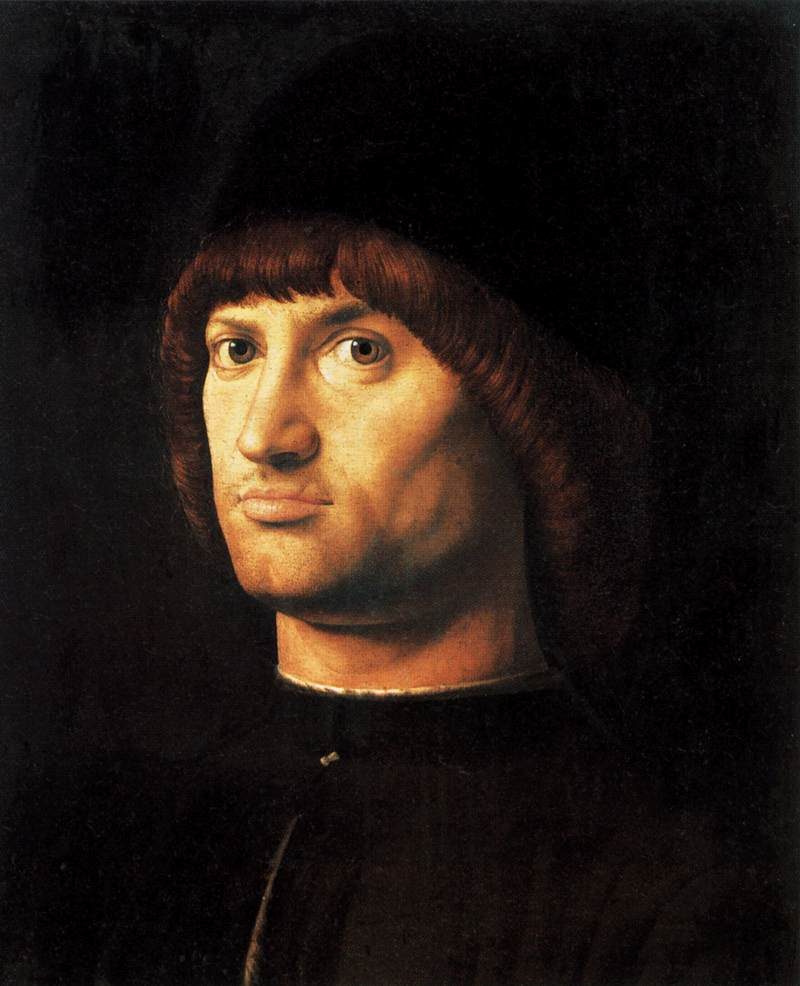
Porträt, genannt „Condottiere“, von Antonello da Messina aus dem Jahr 1475 (Louvre)

### Entstehung und Blütezeit
Im 13. und 14. Jahrhundert waren italienische Stadtstaaten wie Venedig, Florenz und Genua durch ihren Orienthandel reich geworden.
Diese Städte hatten aber nur schwache Streitkräfte und wurden so zum Angriffsziel fremder Mächte wie auch neidischer Nachbarn. Der regierende Adel suchte seine Länder durch das Anmieten von Söldnertruppen zu verteidigen, die eine condotta (Sold bzw. Soldvertrag) abschlossen und dann als compagnia di ventura bekannt waren. Jede compagnia wurde durch einen condottiero angeführt.
Wegen ständiger interner Streitigkeiten zwischen den Adelsfamilien wurde auch die oberste Führung der Stadt oft für jeweils ein Jahr in die Hand auswärtiger Personen gegeben, die als Podestà bezeichnet wurden.
Die Condottieri rekrutierten sich auch von außerhalb Italiens. Während der Kampfpausen im Hundertjährigen Krieg verdingten sich viele Söldner in Italien. Schwäbische Niederadelige, welche ohne feste Lehensbindungen waren, zogen ebenfalls verstärkt über die Alpen.
Die Condottieri spürten bald, dass sie ein Monopol auf die militärische Macht in Italien hatten, und begannen damit, ihren Arbeitgebern die Bedingungen zu diktieren. Viele Condottieri wie Braccio da Montone oder Muzio Attendolo Sforza wurden im 14. Jahrhundert mächtige Figuren auf der politischen Bühne.
Die Truppen der Condottieri waren für ihre Launen berüchtigt. Sie wechselten oft die Seiten für bessere Bezahlung, und dies nicht nur vor, sondern auch in der Schlacht. Aus Prestigegründen verwickelten sie sich auch gegenseitig in Gefechte, die meist unblutig blieben.

### Untergang
Die Condottieri stellten sich nicht schnell genug auf modernere Methoden der Kriegsführung ein. Sie hielten an geharnischten Rittern und mittelalterlicher Bewaffnung und Taktik fest, als in weiten Teilen Europas bereits moderne Armeen aus Pikenieren und Arkebusieren aufgestellt worden waren.
Als 1494 französische Truppen in Italien einmarschierten und der Kirchenstaat Spanien zur Hilfe rufen musste, wurden die verschwenderisch geschmückten, aber wenig effektiven Condottieri von jeder der nacheinander einmarschierenden ausländischen Armeen geschlagen. Gegen Schweizer Pikeniere, französische Kavalleristen und spanische Arkebusiere konnten sie keine Verteidigung mehr bieten. Bis 1550 verschwanden die Condottieri und ihre Truppen völlig.

## Berühmte Condottieri

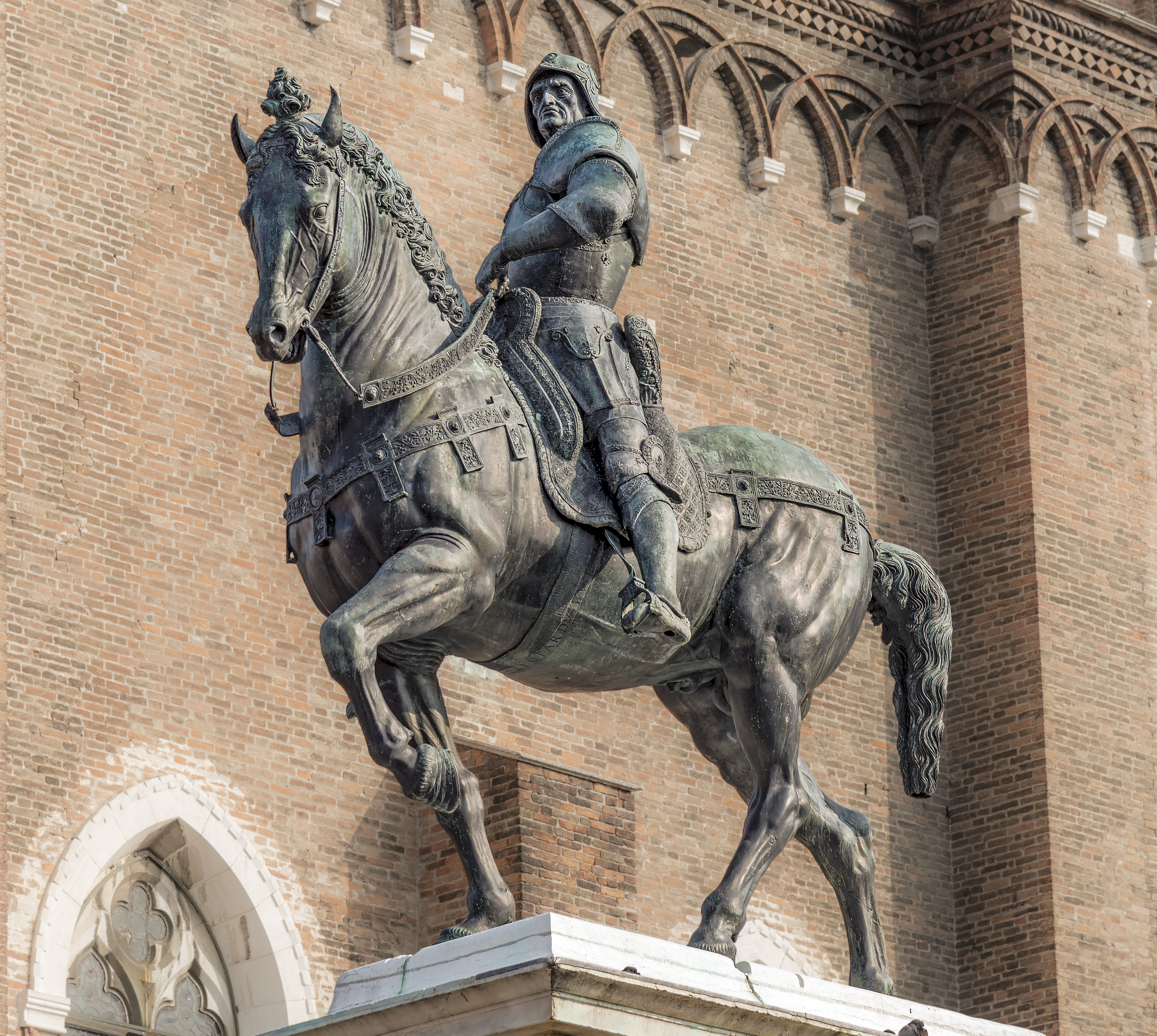
Reiterstandbild des Bartolomeo Colleoni in Venedig, Bronze, 1493

- Malatesta da Verucchio (1212–1312)
- Albertino Mussato (1261–1329)
- Raniero Grimaldi (1267–1314)
- Castruccio Castracani (1281–1328)
- Guidoriccio da Fogliano (um 1290–1352)
- Werner von Urslingen (um 1308–1353)
- John Hawkwood (um 1320–1394), genannt Giovanni Acuto
- Alberico da Barbiano (1348–1409)
- Biordo Michelotti (1352–1398)
- Facino Cane de Casale (1360–1412)
- Ottobuono Terzi (um 1360–1409)
- Andrea Fortebracci (1368–1424), genannt Braccio da Montone
- Muzio Attendolo Sforza (1369–1424)
- Pandolfo III. Malatesta (1370–1427)
- Erasmo da Narni (1370–1443), genannt Gattamelata
- Angelo Broglio (1370–1421), genannt Tartaglia
- Angelo della Pergola (um 1370–1428)
- Guido Torelli (1379–1449)
- Niccolò Piccinino (1380–1444)
- Francesco Bussone da Carmagnola (um 1385–1432)
- Giovanni Vitelleschi (1390–1440)
- Niccolò Fortebraccio (um 1390–1435)
- Bartolomeo Colleoni (um 1400–1475)
- Francesco Sforza (1401–1466)
- Sigismondo Malatesta (1417–1468)
- Roberto Sanseverino (1418–1487)
- Federico da Montefeltro (1422–1482)
- Prospero Colonna (1452–1523)
- Andrea Doria (1466–1560)
- Cesare Borgia (1475/1476–1507)
- Ettore Fieramosca (1476–1515)
- Giovanni de’ Medici (1498–1526), genannt Giovanni dalle Bande Nere